# Abstinență sexuală

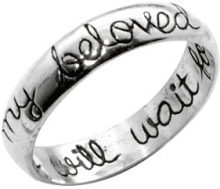
Inelul de puritate este purtat de unii tineri dedicați practicării abstinenței.

Abstinența sexuală este pratica de a evita unele sau toate aspectele sexualității umane din motive medicale, psihologice, legale, sociale, financiare, filozofice, morale sau religioase. Asexualitatea este distinctă de abstinența sexuală, iar celibatul este abstinența sexuală motivată în general de credințele personale sau religioase ale unui individ. Abstinența sexuală înainte de căsătorie este cerută în unele societăți de normele sociale sau, în unele țări, chiar de către legi, fiind considerată parte a castității.
Abstinența poate fi voluntară (când un individ alege să nu aibă activități sexuale din motive morale, religioase, filosofice, etc.) sau involuntară, drept rezultat al circumstanțelor sociale (când cineva nu poate găsi parteneri de sex voluntari) sau obligatorie prin lege (de exemplu în unele țări în care activitățile sexuale în afara căsătoriei sunt ilegale, în închisori, etc.).

## Istoric
În lumea antică promiscuitatea era descurajată din motive de sănătate și din motive sociale. Conform lui Pitagora (secolul VI î.Hr.) contactele sexuale trebuie praticate iarna, dar nu vara, ele oricum fiind dăunătoare sănătății masculine indiferent de sezon, deoarece pierderea de spermă ar fi periculoasă, dificil de controlat și ar epuiza atât fizic cât și spiritual, neavând efecte similare asupra femeilor. Această idee a fost unită cu ideile zoroastriene de bine și de rău într-o filosofie cunoscută drept gnosticism, care a influențat atitudinile creștine și islamice asupra activităților sexuale. Dar alții afirmă că religia creștină avea idealul abstinenței dinaintea apariției gnosticismului și zoroastrianismului, deoarece rădăcinile ei se află în Vechiul Testament (care este baza Noului Testament) în care virginitatea era o cerință a legii, iar căsătoriile erau protejate (vezi Deuteronomul cap. 22).
De-a lungul istoriei, în special înaintea secolului XX, au existat persoane care au susținut că abstinența sexuală ar conferi numeroase avantaje pentru sănătate. Pentru bărbați lipsa abstinenței era considerată drept producând o reducere a vitalității. În epoca modernă argumentul a fost formulat în termeni biologici, afirmând că pierderea de spermă prin ejaculare rezultă într-o epuizare a nutrienților cum ar fi lecitină și fosfor, care sunt în mari concentrații în creierul omenesc. Conservarea spermei ar fi permis conform acestora reabsorbirea lor în circulația sanguină, ajutând în dezvoltarea sănătoasă a corpului. Conform acestor idei filosoful Friedrich Nietzsche discuta despre efectele pozitive ale abstinenței: „Reabsorbția spermei de către sânge... poate produce stimularea puterii, neliniștea tuturor forțelor menite pentru a învinge rezistențele... Sentimentul puterii s-a aflat cel mai ridicat la preoți și la pustnici” (citat de Walter Kaufman în cartea sa clasică, Nietzsche: Philosopher, Psychologist, Antichrist, p. 222). Înainte de revoluția sexuală a anilor 1960, medicii credeau în general că numeroase boli mentale și fizice erau produse în principal de pierderile de nutrienți prin eliminarea spermei, iar conservarea deliberată a acestei substanțe ar fi sporit sănătatea, vitalitatea și puterile intelectuale. Asta era de asemenea aplicat masturbării, care era considerată cauza urinării în pat și a palmelor păroase.
Unele avantaje ale abstinenței sexuale au fost susținute de Walter Siegmeister, cunoscut drept Dr. Raymond W. Bernard A.B., M.A., PhD, un mistic, scriitor esoteric și de medicină alternativă de la începutul secolului XX, care făcea parte din subcultura realității alternative. În eseul său intitulat "Science discovers the physiological value of continence" (1957) el afirma:
„Este clar că există o importantă relație de fiziologie internă între secrețiile glandelor sexuale și sistemul nervos central, că pierderea acestor secreții, voluntară sau involuntară, exercită un efect nefast asupra nutriției și asupra vitalității nervilor și creierului, în timp ce conservarea acestor secreții are un efect vitalizant asupra sistemului nervos central, un efect regenerator asupra glandelor endocrine și un efect de reîntinerire a întregului organism.”
Din punct de vedere istoric, s-a trecut de la libertinismul sfârșitului revoluției industriale la valorile caste ale epocii victoriene. Aceasta a fost apoi urmată de puritanism, de la epoca victoriană târzie către mijlocul anilor 1900. Această transformare importantă adesea colorează discuțiile comportamentului sexual din restul secolului XX. Primul Război Mondial a condus la o reîntoarcere la libertatea sexuală și la indulgență, dar cel mai adesea aparența de conformitate cu valorile morale anterioare ale abstinenței înainte de căsătorie a fost păstrată. După sfârșitul celui De-Al Doilea Război Mondial importanța socială a abstinenței a intrat în declin. Apariția primei pilule contraceptive și antibioticele disponibile maselor au înlăturat multe consecințe ale comportamentului sexual larg și liber, iar moralitatea socială era în schimbare. De-a lungul anilor 1970, abandonarea castității premaritale nu mai era un tabu în majoritatea societăților occidentale, situația răsturnându-se. Unele grupuri culturale au continuat să stimeze puritatea morală a abstinenților, dar abstinența a fost cuprinsă într-o largă reevaluare a valorilor morale.
Spre începutul secolului XX, marea feministă și activistă contracepționistă Margaret Sanger a argumentat că abstinența de la activitatea sexuală conduce la o mai mare capacitate de efort și putere, fiind o caracteristică a celor mai bune specii:
„Deși celulele sexuale sunt plasate într-o poziție anatomică în scopul esențial de a fi livrate rapid femeii în scopul reproducerii, sunt alte elemente ale fluidului sexual care sunt esențe ale sângelui, nervilor, creierului și mușchilor. Când ele sunt redistribuite spre clădirea și întărirea acestora, avem de a face cu bărbați sau femei cu cea mai bună capacitate de efort și cea mai mare putere magnetică. O fată își poate risipi puterile ei creative prin a incuba o relație amoroasă, nu foarte diferit de efectele masturbării și desfrâului.”
J. D. Unwin a fost un etnolog și antropolog britanic la universitățile Oxford și Cambridge. El a scris mai multe cărți, inclusiv Sex and Culture,  (1934). În Sex and Culture Unwin a studiat 80 de triburi primitive și 6 civilizații cunoscute de-a lungul a 5000 de ani de istorie și a găsit o corelație pozitivă între realizările culturale ale unui popor și gradul de prohibiții sexuale pe care ei le respectau. Autorul considera că cele mai de succes grupuri culturale întotdeauna aveau relații monogame, care includeau abstinența în afara căsătoriei. Conform lui Unwin, după ce o națiune devine prosperă devine din ce în ce mai liberală cu privire la moralitatea sexuală și drept rezultat își pierde coeziunea, elanul și scopul, scondate cu efecte negative asupra societății: „Întreaga istorie a omenirii nu conține niciun exemplu de grup care a devenit civilizat, cu excepția celor absolut monogame și nici nu există alte exemple de grupuri care și-au păstrat cultura după ce au adoptat obiceiuri mai puțin severe.”

## În perioada fertilă

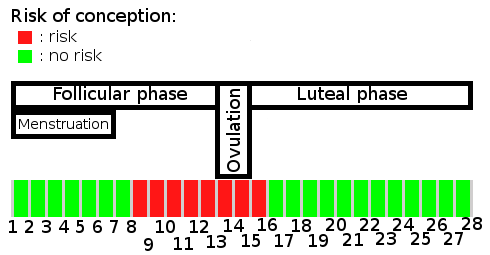
Schemă indicând perioada fertilă a unei femei

Abstinența sexuală poate fi practicată de-a lungul perioadei în care femeia este fertilă.

## Înainte de căsătorie

### Castitatea permaritală
În cele mai multe contexte culturale, etice și religioase, contactele sexuale din cadrul căsătoriei nu sunt considerate contrare noțiunii de castitate. Unele sisteme religioase interzic activitățile sexuale dintre o persoană și oricine altcineva decât soțul acelei persoane, la fel cum, în trecut, o făceau sistemele legale și normele sociale. În astfel de contexte abstinența sexuală era prescrisă indivizilor necăsătoriți în scop de castitate. Castitatea a fost folosită drept sinonim al abstinenței sexuale, ele fiind similare, dar având comportamente și restricții diferite.

### Aspecte juridice
În unele țări orice activitate sexuală în afara căsătoriei este ilegală. Astfel de legi sunt legate în general de religie și de tradițiile legale și politice ale jurisdicției respective. Legile diferă foarte mult de la țară la țară. În unele țări musulmane, cum ar fi Arabia Saudită, Pakistan, Afganistan, Iran, Kuweit, Maldive, Maroc, Mauritania, Emiratele Arabe Unite, Qatar, Sudan, Yemen, orice formă de activitate sexuală în afara căsătoriei este ilegală.

### Violența
În unele părți ale lumii bărbații, femeile, băieții sau fetele suspectate de a avea relații sexuale premaritale sau contacte homosexuale pot deveni victime ale răzbunării de onoare comise de către familiile lor. Omorârea cu pietre pentru activități sexuale în afara căsătoriei se aplică drept pedeapsă în unele locuri.

### Educația doar-abstinență în SUA
Educația sexuală doar-abstinență este o formă de educație sexuală care predă abstinența sexuală evitând totodată multe alte tipuri de educație sanitară sexuală și reproductivă, în particular contracepția și sexul în siguranță. Programele educative care se concentrează exclusiv pe abstinență nu au reușit să amâne activitățile sexuale. Astfel de programe promovează abstinența sexuală până la căsătorie și condamnă adesea folosirea măsurilor de contracepție. Spre deosebire, educația sexuală cuprinzătoare include atât măsurile de contracepție cât și abstinența.
Organizații cum ar fi SIECUS au denumit propgramele doar-abstinență drept „bazate pe frică” și „concepute pentru a controla comportamentul sexual al tinerilor prin a le induce frică, rușine și vinovăție.” Judith Levine a argumentat că ar putea exista o tendință naturală a educatorilor doar-abstinență de a-și intensifica mereu mesajele: „Precum reclamele, care trebuie să-și amplifice seducția în contextul proliferării altor reclame, educația doar-abstinență a trebuit să descrie sexul din ce în ce mai înfricoșător și în același timp castitatea drept din ce în ce mai plăcută.”
În ciuda acestor critici, guvernul federal a făcut doar-abstinența standardul de facto al educației sexuale din SUA, astfel încât oponenții adoptă frecvent poziția că educația doar-abstinență este acceptabilă doar în combinație cu alte metode, cum ar fi instrucțiuni de folosire a prezervativelor și punerea lor la dispoziție. Cele mai multe țări ale Europei Occidentale folosesc măsuri mai cuprinzătoare, iar în mare contrast cu disputa aprinsă din SUA, abstinența nu prea este discutată drept măsură educativă.
Un program doar-abstinență promovat de guvernul federal al SUA a fost oferit tinerilor în 1981 în scopul de a descuraja sexul premaritale și sarcinile nedorite. Totuși, studii recente conduse de Mathematica Policy Research, au arătat inefectivitatea acestui program. Responsible Education About Life Act, a fost introdus de senatorul Frank Lautenberg (democrat-NJ) și reprezentanții Barbara Lee (democrată-CA) și Christopher Shays (republican-CT) pentru a susține educația sexuală potrivită vârstei. Acest program s-a concentrat asupra a le oferi adolescenților informație științifică referitoare la sănătatea sexuală, astfel încât ei să facă o decizie înțeleaptă cu privire la viața lor sexuală.
În 2006, administrația lui George W. Bush a extins programele doar-abstinență de la adolescenți la adulți prin a introduce programe care încurajau adulții necăsătoriți să rămână abstinenți până la căsătorie. Activiștii de planificare familială și cercetătorii științifici au criticat acest program drept nerealist, datorită creșterii în SUA a vârstei încheierii primei căsătorii. În 2009, administrația lui Barack Obama a eliminat cele mai multe fonduri pentru educația doar-abstinență, folosind acei bani pentru a susține financiar Office of Adolescent Health, conceput pentru a preveni sarcinile adolescentelor prin programe bazate pe dovezi.
În 2010, cercetătorii de la Universitatea din Pennsylvania au publicat un studiu model care arăta că programele doar-abstinență pot fi efective. Studiul a alocat aleatoriu unii elevi, unii unui program de opt ore doar abstinență iar pe ceilalți unui program de educație sexuală care includea contracepția și mesaje amestecate. Cercetătorii au aflat că programul doar-abstinență a dus la o reducere cu o treime mai mare a activităților sexuale decât celelalte programe.

#### Popularitate și efectivitate
Răspândirea SIDA a ajutat la construirea unei imagini mai favorabile despre abstinență. Totuși, o trecere în revistă a 13 programe doar-abstinență din SUA cuprinzând peste 15000 de oameni, efectuată de Universitarea din Oxford, a aflat că ele nu au oprit comportamentul sexual de risc și nici nu au ajutat la prevenirea sarcinilor nedorite. Alte studii au aflat că programele doar-abstinență nu fac mare lucru în a schimba „vârsta inițierii sexuale, numărul de parteneri de sex, folosirea prezervativelor, sexul vaginal, sarcinile și bolile cu transmisie sexuală” Recent, Congresul SUA a aflat rezultate similare dintr-un studiu efectuat de Mathematica Policy Research asupra abstinenței. Actualmente, există probleme cu privire la ce înseamnă abstinența: e vorba de abstinență de la contact sexual sau față de orice comportament sexual? Mișcări americane precum True Love Waits, care le cere adolescenților să se abțină de la sex înainte de căsătorie au o participare foarte mare, dar sondajele de comportament sexual indică o creștere în popularitate a sexului oral.
Conform datelor din 2017, „Ratele bolilor cu transmitere sexuală și ale sarcinilor la adolescenții și adulții tineri americani [SUA — n.n.] sunt ridicate în raport cu ratele din alte țări industrializate.”

### Efectele abstinenței asupra societății
Alfred Kinsey este privit pe larg drept primul dintre cele mai influente personaje din sexologia americană, cercetările lui sunt citate drept deschizătoare de drumuri pentru o explorare mai adâncă a sexualității de către sexologi și de către publicul larg, drept eliberatoare ale sexualității feminine. Conform lui Kinsey ignoranța în materie de sexualitate a condus la suferințe reale în societate, iar eliberarea sexuală, opusă abstinenței sexuale, era cheia către o căsătorie puternică și o viață fericită. Kinsey credea că abstinența era o tulburare de comportament sexual: „Singurele feluri de disfuncții sexuale sunt abstinența, celibatul și amânarea căsătoriei.”

## Abstinența pe termen lung drept stil de viață

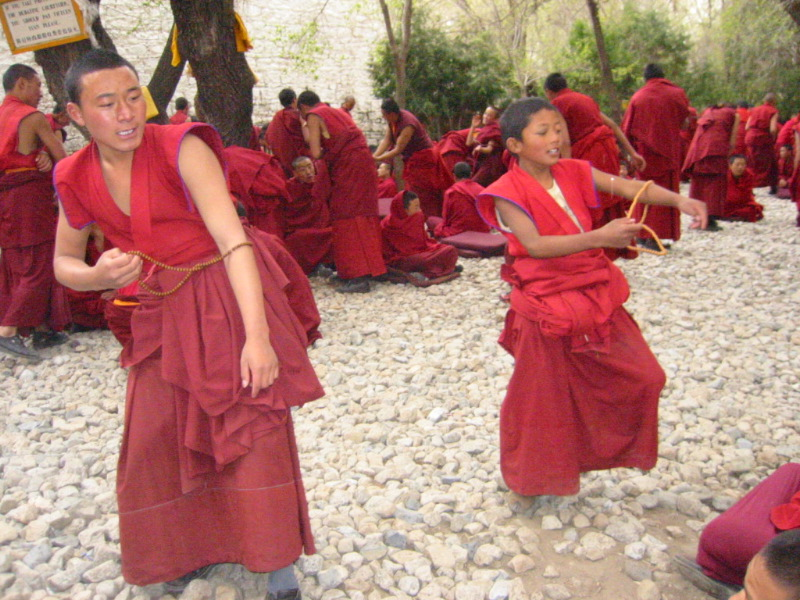
Tineri călugări budiști din Tibet. Celibatul este obligatoriu pentru unele ordine religioase precum Jainismul.

Abstinența de o viață sau (cel puțin pe termen lung), adesea asociată cu ascetismul filosofic sau religios, este diferită de castitatea înainte de căsătorie. Abstinența este adesea văzută drept un act de autocontrol asupra dorinței firești de a face sex. Dovedirea puterii de caracter permite abstinentului să se dea drept exemplu pentru cei care nu-și pot controla „nevoile primare”. Alte ori, abstinența era privită drept o mare calitate socială practicată de cei care refuzau să pactizeze cu lumea fizico-materială. Unele grupuri și învățători care afirmă abstinența sexuală o consideră drept un mijloc esențial de a atinge o anumită stare intelectuală sau spirituală, sau că a fi practicant al castității permite acestuia să obțină autocontrolul dorit sau conștiența de sine.
Abstinența sexuală este obligatorie pentru unele ordine religioase, precum preoții catolici, călugărițele și călugării. Deși mulți indivizi se abțin de la sex din motive precum religia și moralitatea, unor indivizi pur și simplu nu le place sexul (antisexualism), sau pur și simplu nu sunt interesați de sex (asexualitate). Ei pot considera activitatea sexuală drept o parte inutilă din viața omenească. La fel cu alte stiluri de viață, această atitudine cu privire la activitatea sexuală și relații sexuale poate varia. Unii din cei care aleg un astfel de stil de viață acceptă însă activitatea sexuală în scop de reproducere, unii au parte de relații romantice, iar alții practică masturbarea.

## Abstinența în religii
Unele religii privesc castitatea drept o virtute care se cere urmată de către credincioși. Asta include de obicei abstinență sexuală pentru cei necăsătoriți și fidelitate față de partenerul din cadrul căsătoriei.
În unele religii, unor grupuri de oameni li se cere să rămână necăsătoriți și să se abțină total de la relații sexuale. Aceste grupuri includ călugări, călugărițe și preoți din diverse culte ale hinduismului, jainismului, budismului și creștinismului. Castitatea este cerută acestor ordine sacerdotale. În schimb, tremuricii impun castitatea sub forma celibatului tuturor membrilor lor, chiar renunțând la procreare, cum este și cazul sectelor castrării.

### Creștinism
Cei mai mulți creștini consideră că nu trebuie să aibă loc contacte sexuale decât în cadrul căsătoriei, iar abstinența sexuală trebuie să fie norma în afara lor. Contactele între oameni necăsătoriți sunt considerate fie imoralitate sexuală fie adulter. Dar cuplurilor căsătorite apostolul Pavel le-a scris să nu se priveze reciproc de sex decât pe perioade scurte dedicate rugăciunilor.
Catolicismul definește castitatea drept virtutea care moderează apetitul sexual. Catolicii necăsătoriți urmează castitatea prin abstinență sexuală. Contactele sexuale din cadrul căsătoriei sunt considerate caste dacă satisfac cele două condiții ale unirii reciproce și procreației. Biserica Metodistă afirmă că „Deși toate persoanele sunt persoane sexuale, indiferent dacă ele sunt sau nu căsătorite, relațiile sexuale sunt clar promovate doar în cadrul legământului căsătoriei.” Biserica Ortodoxă afirmă castitatea până la căsătorie. Dar chiar și atunci, conform sfatului apostolului Pavel, sunt încurajate perioade de abstinență în cadrul cuplurilor căsătorite. În mod tradițional ortodocșii se feresc de relații sexuale miercurea, vinerea, sâmbăta și în ajunurile marilor posturi, plus de-a lungul celor patru mari perioade de postire (Postul Mare, Postul Nașterii Domnului, Postul Sfinților Apostoli și Postul Adormirii Maicii Domnului).
Totuși, unele biserici, cum ar fi United Church of Christ, sunt „liberale în căile lor, crezând că indivizii trebuie să decidă ei înșiși cum își exprimă propria natură sexuală.”

## Practici asociate
În cadrul unor grupuri de oameni, a purta un inel de puritate este o reamintire sieși și altora că el/ea practică abstinența sexuală. În plus unii abstinenți sexuali folosesc anafrodiziace.
Din punct de vedere istoric, unii indivizi purtau centuri de castitate, un element de încuiere care prevenea contactele sexuale. Ele îl fereau pe purtător de ispita violurilor. Unele dispozitive au fost inventate pentru a preveni masturbarea. Centurile de castitate au fost create atât pentru bărbați cât și pentru femei, în scopul vădit al castității.

## Efecte asupra sănătății
Abstinența ajută la prevenirea infecțiilor cu transmitere sexuală, cum ar fi boala inflamatoare pelvică, HPV și altele. Educația doar abstinență este inefectivă cu privire la prevenirea infecțiilor cu transmitere sexuală și a sarcinilor adolescentelor. Educația sexuală cuprinzătoare este efectivă.